# Jules Prosper Goudot
Jules Prosper Goudot (* 12. Dezember 1803 in Lons-le-Saunier; † 14. Februar 1858 in Saint-Denis) war ein französischer Forschungsreisender. Goudot war unter den Einheimischen auch als Bibikely bekannt, was übersetzt das Insekt bedeutet.

## Leben und Wirken
Sein Bruder Justin Marie Goudot war ebenfalls Naturforscher.
Als Pierre André Latreille 1822 einen Beitrag über das Verhalten der Vogelspinne publiziert, verwendete er Goudots Forschungsergebnisse, die dieser ihm freundlicherweise zur Verfügung gestellt hatte.
Im März 1827 bekam Goudot 800 Francs Unterstützung vom Muséum national d’histoire naturelle um nach Tanger zu reisen. Schon im Juli 1827 wies er auf die widrigen Umstände in der Stadt hin, von der er sich schließlich fernhielt. Am 29. September berichtete er in einem Brief aus Madrid von seiner Überfahrt nach Spanien um nach Algerien aufzubrechen. Zuvor gab er seine in Tanger gesammelten Exponate an den damaligen französischen Konsul von Gibraltar Antoine-Isaac Silvestre de Sacy. Latreille erwähnte in einem Bericht vom 12. März 1828 an die Verwaltung des Museums einen Catalogue des Crustacés, des Arachnides et des Insectes, offerts par M. Goudot jeune... recueillis par ce naturaliste à Tanger et à Guadalara, près Madrid.
In zwei Briefen, die mit April 1828 datiert waren, bat Goudot die Professoren des Muséum national d’histoire naturelle um eine Gratisreise auf einem der staatlichen Schiffe um nach Madagaskar zu kommen. Der wissenschaftliche Beirat des Museums genehmigte ihm am 25. Juni 1828 122,22 Francs für seine Reisevorbereitungen. Er schiffte auf der Korvette Zélée ein, die am 26. August aus Brest auslief. Mit an Bord waren auch der Forschungsreisende Venceslas Victor Jacquemont (1801–1832) und Auguste Jacques Nicolas Peureux de Mélay, der als Gouverneur von Puducherry ernannt wurde. Am 13. September lief die Korvette im Hafen von Santa Cruz de Tenerife ein, den man bereits am 17. September wieder verließ. Am 24. Oktober erreichte man schließlich die Küste Brasiliens und am 28. Oktober Rio de Janeiro. Aufgrund von Reparaturen blieb man dort bis 18. November. Von hier segelte man weiter Richtung Kapstadt, das am 21. Dezember erreicht wurde und vor dessen Bucht man vor Anker ging. Hier verblieb die Zelée bis 30. Dezember. Am 1. Januar 1829 umsegelt man die Vorgebirge des Kaps der Guten Hoffnung und erreichte am 28. Januar die Südspitze der Île Bourbon. Von diesem Teil der Reise sendete Goudot 162 Käfer, 123 andere Insekten und 78 Land- und Flussschalentiere nach Frankreich, die Latreille in einem Bericht vom 1. September 1829 erwähnte. Teile der Mollusken landeten in der Sammlung von François Victor Masséna und wurde von Louis Charles Kiener in dessen Naturalienkabinett eingebaut.
Er sammelte etwas mehr als weitere drei in Monate Bourbon, während die Zélée weiter Richtung Indien segelte. Seine gesammelten Insekten und Muscheln sandte er an den Botaniker Charles Paulus Bélanger (1805–1881). In einem Brief vom 29. Mai aus Ivondro in der Nähe von Toamasina schrieb er über seine Ankunft in Madagaskar. Hier half ihm der bei der französischen Armee in Ungnade gefallene Sergeant Robin, der damals König von Madagaskar Radama I. beriet. Gleichzeitig kündigte er erste naturhistorische Lieferungen in ein oder zwei Monaten an.
Goudot wollte eigentlich nach Emyrne reisen, wurde aber von den Behörden gezwungen an der Küste Madagaskars zu verbleiben. Hier erlebte Goudot am 11. Oktober 1829 die Angriffe Jean-Baptiste-Marie-Augustin Gourbeyre (1786–1845) mit den Schiffen Le Terpsichore, Le Nièvre und La Chevrette und seinen senegambischen Soldaten aus dem Volk der Joloffen auf Tamatave. Hierdurch wurde er gezwungen, Tamatave zu verlassen und so zog Goudot sich am 24. Januar 1830 nach Sainte Marie und die Bucht von Tintingue zurück. Im September 1830 kehrte er schließlich nach Le Havre zurück. Hier saß er zunächst fest, da er nicht für seine Reise bezahlt wurde. In einem Brief an André Marie Constant Duméril schrieb er, dass er Pierre François Marie Auguste Dejean bereits einige Insekten verkauft habe und der Rest dem Museum angeboten wurde. Außerdem forderte er eine Publikation über die drei Vierbeiner, 87 Vögel und zwölf Reptilien, die sich in seiner Sammlung befanden. Ob das Museum von seinem Angebot Gebrauch machte, ist unbekannt. Am 3. November 1830 erreichte er schließlich Paris. Jean Baptiste Alphonse Dechauffour de Boisduval (1799–1879) kaufte seine Schmetterlinge, die er für sein Werk Faune entomologique de Madagascar, Bourbon et Maurice: Lépidoptère aus dem Jahre 1833 verwendete. Der größte Teil von Goudots anderen Insekten wurde 1830 an Richard Henry Puech dit Dupont (1798–1873) verkauft. Eine weitere Lieferung von Goudot ging an das Museum für Naturkunde in Berlin.
Im März 1831 bat er das Museum ihm eine Reise nach Sainte Marie zu finanzieren, ein Anliegen das zunächst abgelehnt wurde. Doch am 8. März und 10. April 1831 gründete die Versammlung des Museums einen Fonds für Forschungsreisende in Höhe von 1160,50 Francs, den Goudot unterzeichnete. Am 10. September kam er schließlich erneut in Tamatave an.
Hier blieb er vermutlich nicht lange, denn am 22. Oktober 1831 erreichte er mit dem Zweimaster l'Alfred die Insel Mauritius. Hier wurde er von Henri Faraguet der Société d'Histoire Naturelle de l'Ile Maurice präsentiert. Goudot bot im Gegenzug der Gesellschaft Landmuscheln aus Frankreich und aus der Gegend von Palermo zum Verkauf an. Am 10. Dezember kehrte er nach Tamatave zurück. Im April 1832 deutete er eine Krankheit an und begab sich in ein Land Astyanax, dass sich 40 Meilen nordöstlich von Tamatave befinden soll.
Étienne Geoffroy Saint-Hilaire (1772–1844) erwähnte am 1. Dezember 1832 einen Katalog mit Säugetieren und Vögeln, die er von Goudot im November erhalten hatte. Die Kiste mit den Sammelobjekten wurde im Museum deponiert und zum Verkauf angeboten.
In einem Brief vom 23. Mai 1833 kündigt er seine Rückkehr aus Madagaskar an, nachdem er acht Monate im Landesinneren unterwegs war. Zur Rückkehr ging er bei der Korvette Nièvre an Bord. Sein Weg führte ihn am 30. Juni 1833 bis Diégo-Suarez. Über seine Reisen im Norden der Insel schrieb er für den Bevollmächtigten der Insel Bourbon Jacques Philippe Cuvillier  einen Bericht. Dieser Bericht endete am 3. Oktober 1833. Goudot brachte die ersten Fragmente von Eiern der Elefantenvögel mit, die Paul Gervais im Jahr 1841 studierte. Frédéric de Lafresnaye beschrieb 1838 die von Goudot gesammelte und laut IUCN gefährdet Schuppenerdracke (Geobiastes squamiger).
Am 10. Juni 1834 wurde er von der wissenschaftlichen Versammlung des Museums für eine Reise an der Küste Mosambiks, den Komoren und der Nordostküste Madagaskars nominiert. Der Vertrag war auf drei Jahre befristet und er sollte 3000 Frans für das erste Jahr und jeweils 6000 Francs für die folgenden zwei Jahre bekommen. Der Vertrag wurde von Antoine-Laurent de Jussieu, Étienne Geoffroy Saint-Hilaire und Achille Valenciennes unterschrieben. Er wurde verpflichtet, alle seine Sammlungen dem Museum zur Verfügung zu stellen. Goudot akzeptierte diese Bedingungen mit seiner Unterschrift vom 31. Oktober 1834. In einem Brief, der am 8. August 1835 datiert ist, informierte er das Museum, dass er entgegen der Abmachungen nicht die Ostküste Afrikas besucht hätte und erwarte neue Anweisungen vom Museum. Gleichzeitig wollte vom Vertrag zurücktreten. Das Museum akzeptierte in einem Brief vom 31. Januar 1836 den Rücktritt und verweigerte ihm jede weitere Zahlung, stellte ihm aber in Aussicht, seine Sammelobjekte zu erwerben. So erwähnte Alphonse Milne-Edwards ein Weibchen von Copsychus albospecularis typicus, ein Synonym zur Nominatform des Madagaskardajal (Copsychus albospecularis(Eydoux & Gervais, 1836)), das Goudot in dieser Zeit dem Museum zukommen ließ.
Julien Desjardins berichte 1837, dass Goudot in Mauritius war, es ihn aber nach Emirne dränge, wo die Königin der Howa Ranavalona I. regierte. Er wollte sich den Botschaftern anschließen, die gerade ihre Rückkehr nach Frankreich vorbereiteten. Er selbst berichtete von einem sechsmonatigen Aufenthalt in der ruhigen Hauptstadt der Provinz Emirne. Im Jahr 1839 kündigte die Zeitschrift Feuille hebdomadaire de l'île Bourbon am 3. September 1839 die Ankunft von Herrn und Frau Goudot mit zwei Dienern in Saint-Denis mit dem Dreimaster Le Suffren und der Kommendantur von Kapitän Edou an. Die Le Suffren kam aus Le Havre von wo sie am 13. Juni ausgelaufen war. Am 14. September kehrte er von dort mit dem englische Zweimaster Aruthus unter dem Kommando von Kapitän Lemeux nach Madagaskar zurück. Es war vermutliche diese Reise, die Charles Émile Blanchard 1872 erwähnte und seine Ehefrau mit einer bemerkenswerten Leibesfülle beschrieb. Die Reise selbst diente dazu, der Königin Ranavalona I. Stoffe und Schmuck zu kaufen. Seine Frau stammte aus einer reichen Howa-Familie namens Jolicoeur. Sie hieß Augustine Jolicoeur und war wahrscheinlich die Ex-Frau von Robin, der die Kinder von Jolicoeur unterrichtete und sich dort in die damals 15-jährige Tochter verliebte. Jules Paul Benjamin Delessert erhielt 1842 eine Lieferung von Goudot aus Tananarive. Am 31. Juli 1845 verstarb seine Frau überraschend in Tananarive. Nach einem Brief vom 6. April 1852 könnte er sich in dieser Zeit in Nosy Be aufgehalten haben.
Im Juli 1857 versuchten Joseph-François Lambert (1824–1873) und Jean Laborde in einem Komplott die Königin zu stürzen und durch Radama II. zu ersetzen. Der Komplott wurde aufgedeckt und die Königin verwies alle Europäer aus dem Lande. Neben Lambert und Laborde mussten auch Ida Pfeiffer, Marius Arnaud, Pater Joseph Webber, Pater Marc Finaz sowie Goudot das Land verlassen. Goudot verließ das Land Richtung Réunion.

## Dedikationsnamen
Seine Bedeutung als naturhistorischer Sammler zeigt sich auch durch eine Vielzahl an Widmungen, die er im Laufe seiner Karriere in Tiernamen bekam.

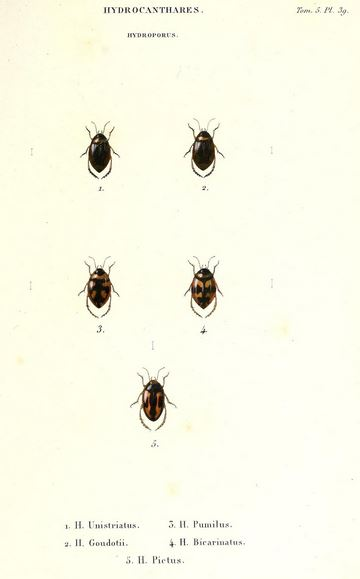
Bidessus goudotii (Figur 2)
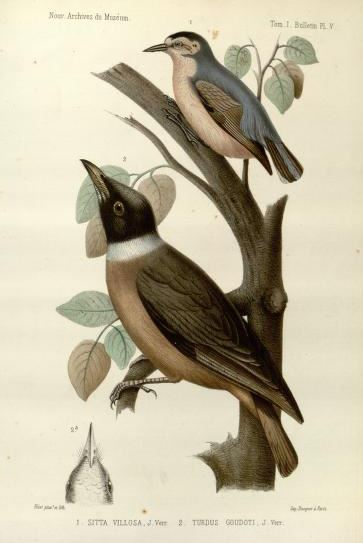
Turdus goudoti Synonym für Tylas eduardi
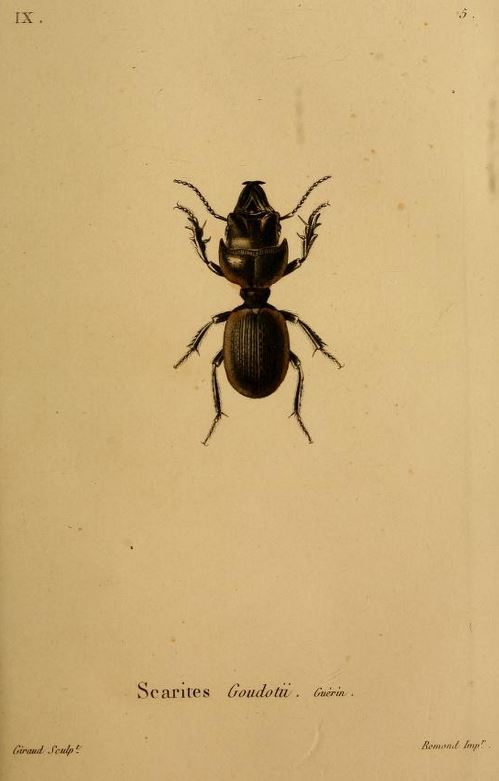
Crepidopterus goudotii illustriert von Jules Lazare Giraud (1804–1869)
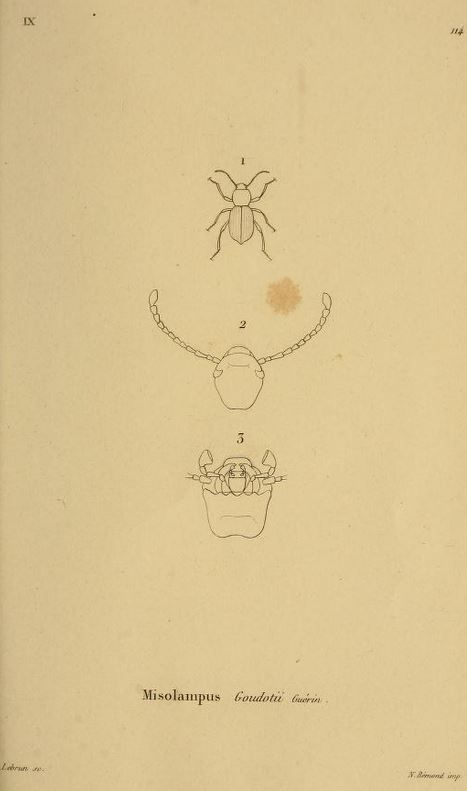
Misolampus goudoti
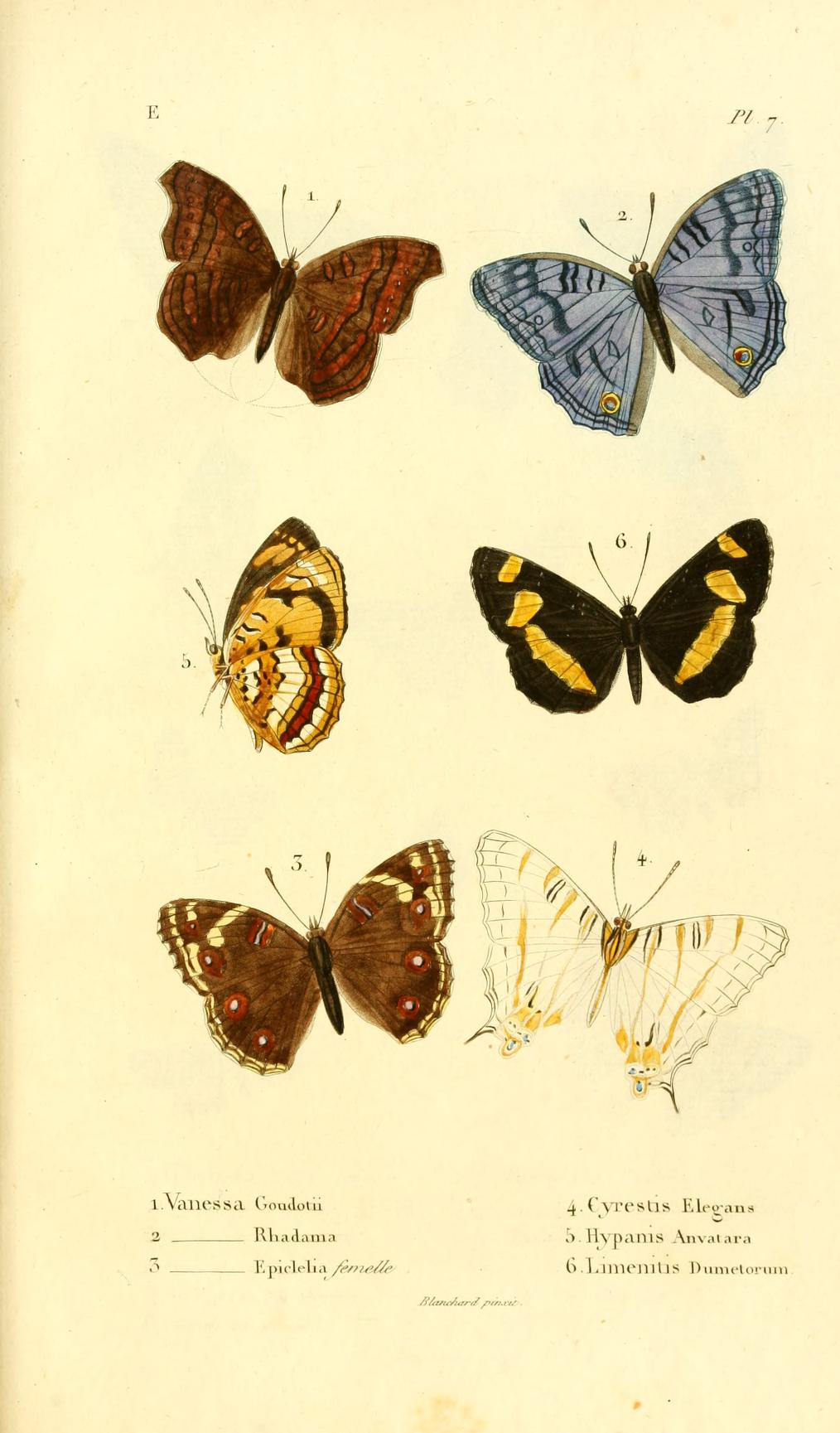
Junonia goudotii (Figur 1)
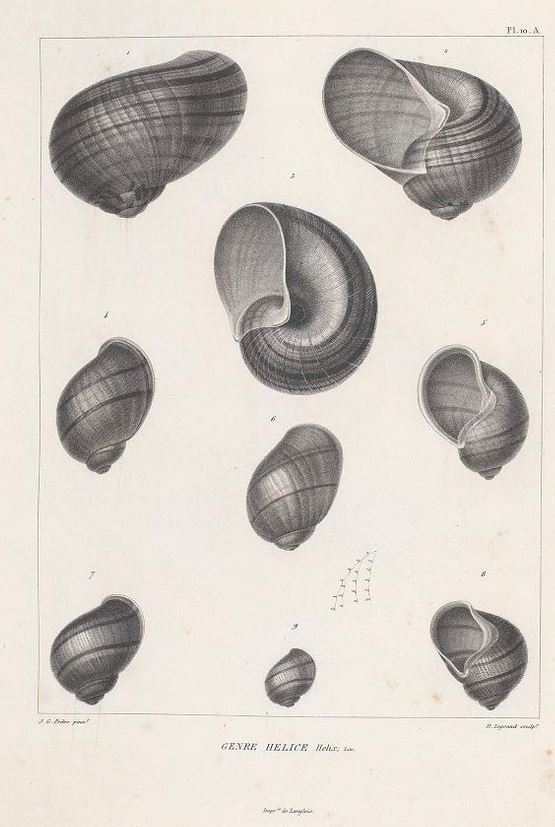
Helicophanta goudotiana (Figur 6)
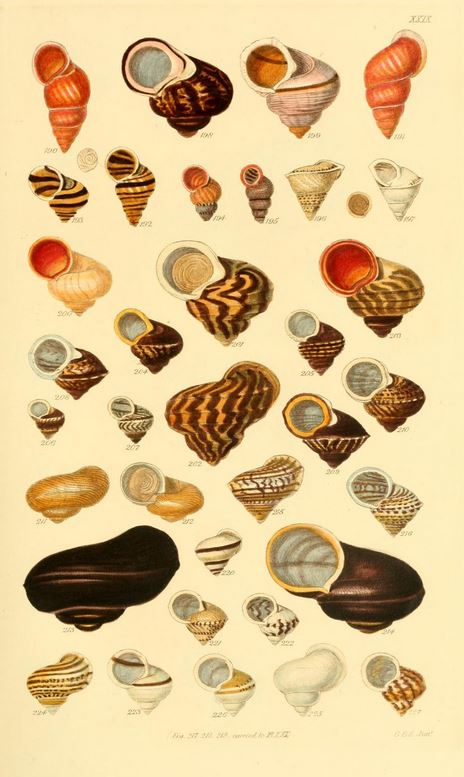
Cyclostoma goudotianum (Figur 193)
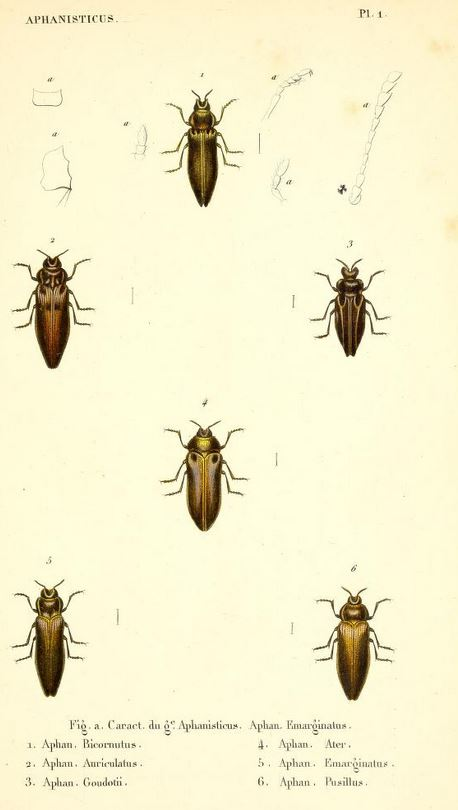
Aphanisticus goudotii (Figur 3)
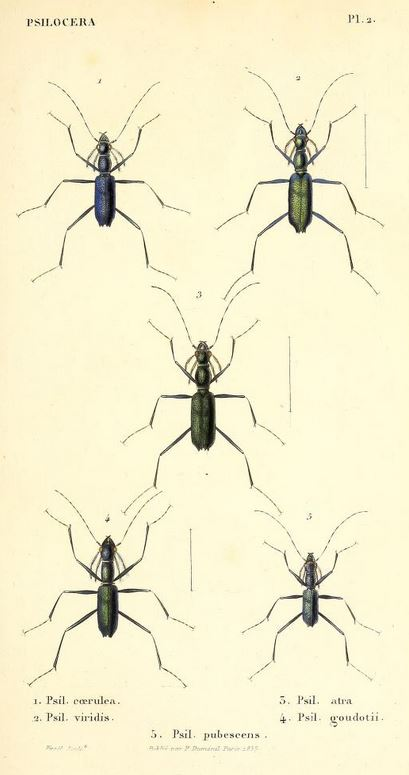
Psilocera goudotii (Figur 4)
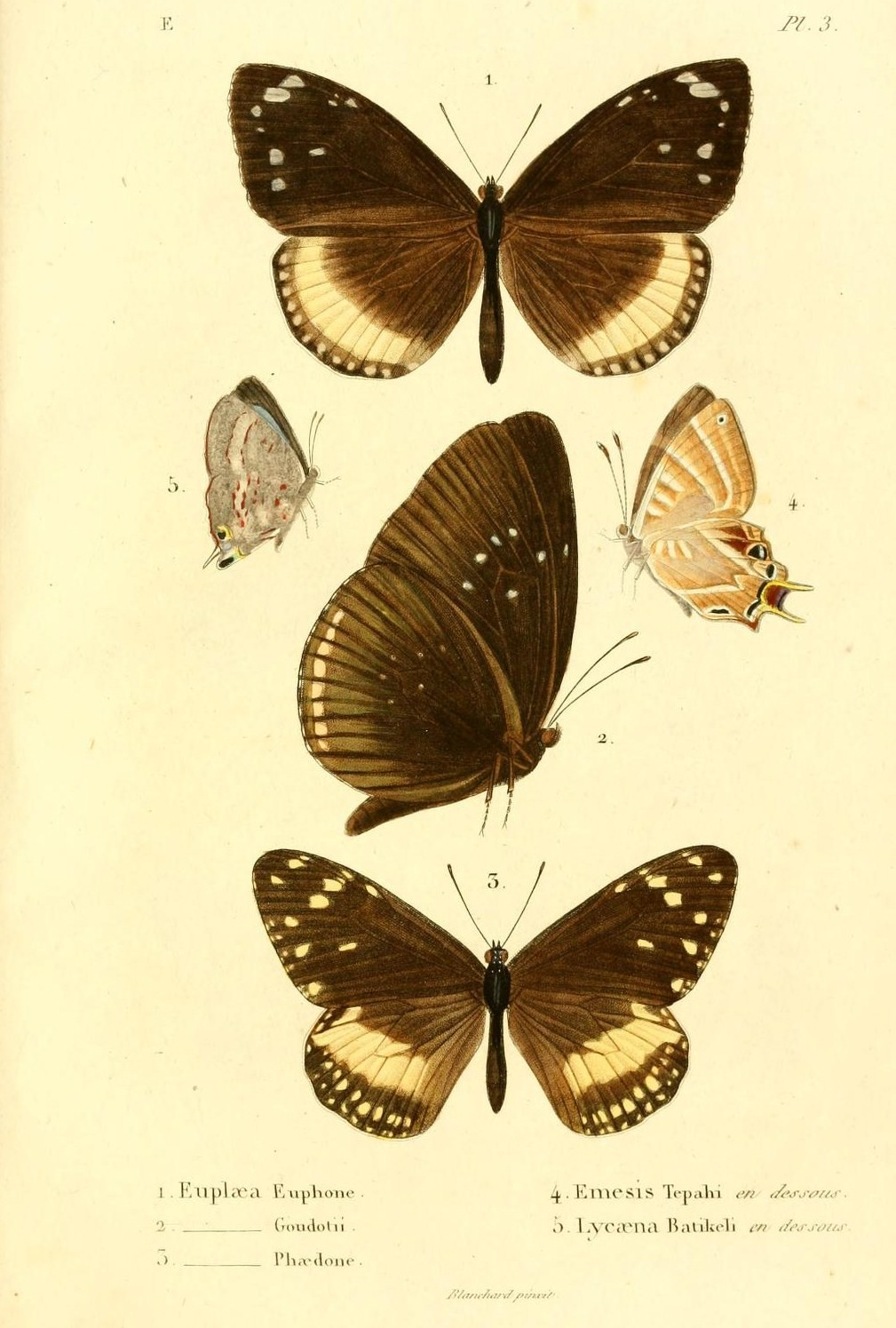
Euploea goudotii (Figur 2)
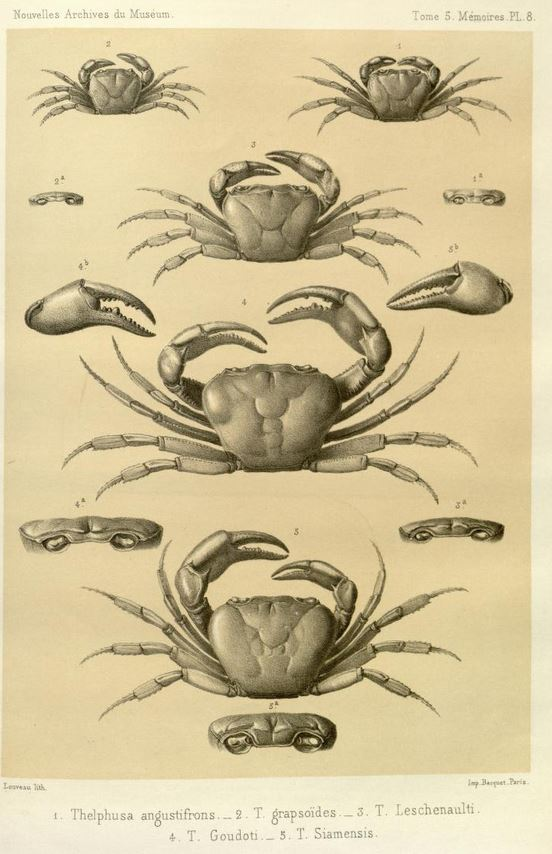
Foza goudoti (Figur 4)

### Säugetiere
Andrew Smith benannte 1834 das Madagaskar-Mausohr (Myotis goudoti) nach ihm. Ein Jahr später, im Jahr 1835, widmete ihm Louis Michel François Doyère den Artnamen des Falanuk (Eupleres goudotii).

### Vögel
Bei der von Jules Verreaux beschriebenen Art Turdus goudoti handelt es sich um den Bülbülvanga. Verreaux hatte nicht erkannt, dass Gustav Hartlaub den Vogel schon 1862 im Jugendkleid beschrieben hatte.

### Reptilien
Hermann Schlegel nannte 1837 eine Schlange aus der zur Familie Lamprophiidae gehörende Art Herpetodryas goudoti, die heute unter Ithycyphus goudoti geführt wird. Johann Jakob von Tschudi nannte 1838 Goudots Madagaskarruderfrosch Boophis goudotii. François Paul Louis Pollen erwähnte 1863 Scincus goudotii, die Jean Théodore Cocteau angeblich in Tabulae Synopticae Scincoideorum erwähnt wurde, eine Skinkeart die heute unter Amphiglossus astrolabi geführt wird.

### Mollusken  und Krebse
Paul Henri Fischer ehrte ihn 1878 in der Meeresschneckenart Priotrochus goudoti. André Étienne d’Audebert de Férussac nannte 1839 eine Acavidaenart Helix goudotiana, die heute als Helicophanta goudotiana geführt wird. George Brettingham Sowerby I nannte 1847 eine Muschelart Cyclostoma goudotianum. Henri Milne Edwards ehrte ihn 1853 in Foza goudoti (Synonym: Thelphusa goudoti).

### Insekten
François Louis Nompar de Caumont de La Force nannte 1833 Luciola goudotii (heute ein Synonym für Luciola italica), 1835 eine Schwimmkäferart Hydroporus Goudotii (heute Bidessus goudotii), 1836 die Schnellkäferart Iphis goudoti, 1840 eine Paederusart Poederus goudoti, Glaphyridaenart Amphicoma goudotii (heute Eulasia goudotii), sowie Circelium goudoti (Syn: Arachnodes vicinus). Zusammen mit Hippolyte Louis Gory nannte er 1837 Psilocera goudotii, heute ein Synonym für die Laufkäferart Pogonostoma chalybaeum und 1841 die Prachtkäferart Aphanisticus goudotii. 1854 beschrieb Sylvain Auguste de Marseul die neue bolivianische Stutzkäferart Hister goudotii (heute Atholus goudotii). Carl Henrik Boheman nannte 1855 eine Blattkäferart Coptocycla Goudoti (heute Cassida goudoti). Julius Weise (1844–1925) führte 1910 eine neue Blattkäfergattung Goudotina ein und beschrieb Notosacantha goudoti (Syn: Hoplionota Goudoti). Henry Desbordes nannte 1915 eine Stutzkäferart Apoletes Goudoti (heute Hypobletus goudoti). Renaud Paulian führte 1979 die neue Gattung Goudotostes für eine zur Familie der Hybosoridae gehörenden Art Goudotostes scabrosus ein. Edward Turner Bennett nannte 1833 eine Blutzikadenart Aphrophora goudoti (heute Ptyelus goudoti). 1832 beschrieb Félix Édouard Guérin-Méneville Crepidopterus goudotii, 1834 Schwarzkäferart Misolampus goudotii, 1839 Astacoides Goudotii aus der Familie der Parastacidae, ein Name der heute als Synonym für Astacoides caldwelli gilt. Henri Ernest Baillon nannte 1861 eine Phyllanthaceaeart Phyllanthus goudotianus. Jean Baptiste Alphonse Dechauffour de Boisduval nannte 1833 Edelfalterart Vanessa goudotii (heute Junonia goudotii) und eine Danainaeart Euplaea goudotii. Hermann Burmeister nannte 1843 eine Rosenkäferart Protaetia goudotii Charles Athanase Walckenaer beschrieb 1837 Uroctea durandi als Synonym Clotho goudotii (heute ). 1835 beschrieb Antoine Joseph Jean Solier die Schwarzkäferart Tentyria platyceps (Syn: Tentyria goudoti). und 1836 die Schwarzkäferart Alphasida goudoti (Syn: Asida goudoti). Die von Léon Daniel de Joannis 1866 beschriebene Blattkäferart Adimonia goudoti gilt heute als Synonym für Galeruca barbara. Jean Théodore Lacordaire ehrte ihn 1842 im Namen Triplax goudotii (Syn: Laurenticola goudoti??). Justin Pierre Marie Macquart ehrte ihn 1841 im Namen Dolichopus goudotii. Johann Christoph Friedrich Klug ehrte ihn 1832 im Namen Buprestis goudotii, ein Name der heute als Synonym für die Prachtkäferart Polybothris aureopilosa geführt wird. Pierre François Marie Auguste Dejean ehrte ihn 1831 im Namen Pheropsophus (Stenaptinus) marginatus goudotii (Syn. Brachinus goudotii), 1829 in Cephalota (Taenidia) litorea goudotii (Syn: Cicindela goudotii) und in Harpalus (Harpalus) sulphuripes goudotii (Syn: Harpalus goudotii) Mylabris goudoti, ein Name den Louis Alexandre Auguste Chevrolat 1837 verwendete, ist ein Synonym für die Ölkäferart Croscherichia paykulli.

## Publikationen (Auswahl)
- Letter addressed to Charles Telfair, Esq., Corr. Memb. Z.S., as President of the Mauritius Natural History Society, by M. Goudot. In: Proceedings of the Zoological Society of London. Band 1, 1833, S. 11–12 (biodiversitylibrary.org).